# ۷۹۳ (قمری)
۷۹۳ (قمری)، هفتصد و نود و سومین سال در گاهشماری هجری قمری است. اول محرم این سال برابر با هفدهم دسامبر سال ۱۳۹۰ میلادی است.

## وابسته
- شیخ صدرالدین موسی